# Francisco Simón Calvet
Francisco Simón Calvet   (Barcelona, 11 d'octubre de 1917 - As Pontes de García Rodríguez, 7 de febrer de 1978) fou un futbolista català de la dècada de 1940.
Marxà a Galícia per fer el servei militar i el 1940 ingressà al Deportivo de La Coruña. Allí es trobà amb la competència de Juan Acuña, i esdevingué etern suplent, tot i que arribà a debutar a primera divisió. El 13 de desembre de 1945 fou traspassat al Celta de Vigo, on es convertí en un porter mític, prenent la titularitat a Gonzalo Marzá. Romangué al club fins 1954.